# Coupe d'Algérie de basket-ball 1968-1969
Navigation
Coupe d'Algérie 1969-1970
La Coupe d'Algérie 1968-1969 est la 1re édition de la Coupe d'Algérie de basket-ball, compétition à élimination directe mettant aux prises des clubs de basket-ball amateurs et professionnels affiliés à la fédération algérienne de basket-ball.

## Résultats

### finale
| 11 mai 1969 16h00 | [ 1 ] | ASM Oran 53, AS Chemin de Fer Alger 49 | ASM Oran 53, AS Chemin de Fer Alger 49 | ASM Oran 53, AS Chemin de Fer Alger 49 |  | Stade ferhani, Alger Arbitres : , |

- ASM Oran Benhadji, Benhaddour, Brahimi, Khiat, Hassen, Bentabet, Djadmi, Mouida, Ammou.
- AS Chemin de Fer Alger Biskri 1, Hammouche 2, Terai 2, Barka, Chambi 2, Terai 1, Hammouche 1, Biskri 2, Debbah, Saboundji, Bendahem.